# Lil Uzi Vert
Symere Woods (n. 31 iulie 1995, Pennsylvania, SUA), cunoscut profesional ca Lil Uzi Vert, este un rapper, cântăreț și compozitor american. Sunt multe lucruri de spus despre el, dar in mare el este cunoscut datorita melodiei sale care a ajuns #1 pe Billboard 200, mai exact XO Tour Llif3, dupa lansarea acestui single, acesta a lansat Luv Is Rage 2. Acesta a devenit cunoscut prin melodiile sale care au ajuns virale pe tik tok, de exemplu Myron, 20 Min, Neon Guts, Erase Your Social, 7 AM și altele și este considerat unul dintre cei mai buni rapperi din generația lui, fiind încă popular.

## Discografie
- The Real Uzi (2014)
- Luv Is Rage (2015)
- Lil Uzi Vert vs. The World (2016)
- 1017 vs. The World (2016)
- The Perfect Luv Tape (2016)
- Luv Is Rage 1.5 (2017)
- Luv Is Rage 2 (2017)
- Eternal Atake (2020)
- Lil Uzi Vert vs. The World 2 (2020)
- Pluto x Baby Pluto (cu Future; 2020)
- RED & WHITE (2022)
- Pink Tape (2023)